# Pflanzenzüchtung

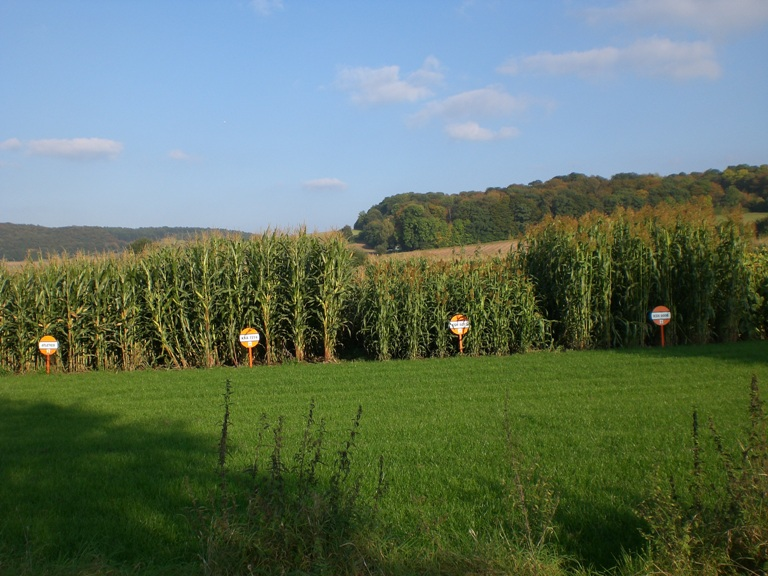
Durch Züchtung entstandene Maissorten

Ziel der Pflanzenzüchtung ist bei der Neuzüchtung die genetische Veränderung von Pflanzenpopulationen zur Verbesserung biologischer und ökonomischer Eigenschaften. Die Erhaltung  und Manifestierung dieser genetischen Veränderungen erfolgt mit Hilfe der Erhaltungszüchtung.  Pflanzenzüchtung  beruht auf Pflanzenauslese, Saatgutbehandlung oder Kreuzung mit nachfolgender Auslese von Tochterpflanzen für den nächsten Züchtungszyklus und der anschließenden Vermehrung als Saatgut einer neuen Pflanzensorte (Saatzucht).

## Ziele
Ziele der Pflanzenzucht bei Nutzpflanzen sind vor allem:
- Ertragssteigerung
  - Steigerung der Produktivität der Pflanzen zur Erhöhung der Flächenerträge
  - Züchtung von „Low-input“-Pflanzen für die effiziente Gewinnung von Bioenergie und ökonomische Nutzung in Lagen mit geringeren Erträgen
- Qualitätsverbesserung
  - Elimination unerwünschter Inhaltsstoffe (z. B. Bitterstoffe und giftige Inhaltsstoffe wie im 00-Raps)
  - Verminderung von Allergenen (z. B. Gluten in Weizen)[1]
  - Verbesserung des Geschmacks, der Inhaltsstoffe und der Haltbarkeit (v. a. Obst und Gemüse)
  - Verbesserung der Zusammensetzung der Fettsäuren (Rapsöl, Sonnenblumenöl) für die Nutzung als Nahrungsmittel oder die technische Nutzung als nachwachsender Rohstoff
  - Verbesserung der Zusammensetzung der Stärke bsp. bei Kartoffeln und Getreide für technische Anwendungen (Stärke als nachwachsender Rohstoff)
  - Steigerung des Vitamingehalts (z. B. Vitamin E in Rapsöl)
  - Erhöhung der Wertigkeit von Eiweißen in Futterpflanzen
  - Verbesserung struktureller Komponenten (z. B. Faserqualitäten bei Nutzhanf und Lein)
- Umwelttoleranzen/-resistenzen
  - Anpassung an neue Umgebungssituationen (Kältetoleranz, Salztoleranz, Trockentoleranz)
  - höhere Schädlingsresistenzen, -toleranzen und Krankheitsresistenzen

Bei Zierpflanzen liegt die Gewichtung ebenfalls in der Verbesserung der Schädlings- und Krankheitsresistenzen, aber vor allem auf der Selektion farblich oder morphologisch besonders ansprechender Merkmale. Letztere haben auch eine wesentliche Bedeutung bei zu vermarktendem Gemüse (Weißkohl, Tomaten u. a.).
Bei Heilpflanzen liegt die Gewichtung, neben der Verbesserung der Schädlingstoleranz und Krankheitsresistenzen, vor allem auf der Selektion zur Steigerung des Gehalts an wirksamen Inhaltsstoffen für die Erzeugung von Drogen und Phytopharmaka.

## Klassische Züchtungsmethoden

### Auslese- oder Selektionszüchtung
Die Auslesezüchtung ist die älteste Form der Pflanzenzüchtung. Bereits vor ca. 12.000 Jahren begannen die Menschen, aus Wildgetreidearten bei wiederholtem Anbau die ertragreichsten Pflanzen auszuwählen und gezielt weiter zu vermehren.
Bei der Auslesezüchtung wird ein relativ großer Pflanzenbestand als Ausgangsmaterial benötigt, in dem das Merkmal, auf das selektiert werden soll, enthalten sein muss. Man beginnt mit dem Anbau von Genotypengemischen (vorhandene genetische Linien, auch Wildpflanzen). Aus dem Ausgangsbestand wird durch gemeinsame Abblüte Saatgut erzeugt, aus den daraus hervorgehenden Pflanzen werden die Individuen mit vorteilhaften Eigenschaften ausgewählt (Zuchtwahl, Massenauslese). Oft folgt eine erneute gemeinsame Abblüte dieser Pflanzen.
Schließlich werden Saaten der besten Pflanzen isoliert vermehrt. Nach mehrfacher Wiederholung des Vorgangs und weiterer Auslese bleiben in Bezug auf das zu selektierende Merkmal fast reinerbige (homozygote) Pflanzen mit den gewünschten Eigenschaften übrig.
Bei der Auslesezüchtung unterscheidet man zwischen negativer und positiver Massenauslese. Bei der negativen Massenauslese werden Pflanzen, die dem Zuchtziel nicht entsprechen, von der weiteren Vermehrung ausgeschlossen. Sie kommt vor allem bei der Erhaltungszüchtung zum Einsatz, bei der einmal erreichte Eigenschaften bei der weiteren Vermehrung der Sorte erhalten werden sollen. Bei der positiven Massenauslese werden dagegen für die Vermehrung diejenigen Individuen ausgewählt, die dem Zuchtziel am besten entsprechen. Häufig wird in der Praxis eine Kombination aus positiver und negativer Auslese angewendet.
Der Übergang zwischen der Selektions- und der Kombinationszüchtung ist fließend. Bei selbstbefruchtenden Pflanzen, wie z. B. Gerste, Bohne oder Erbse sind statt der gemeinsamen freien Abblüte auch Kreuzungen von Hand erforderlich. Sind geeignete Pflanzen erzeugt worden, führt dieses Verfahren dann schnell zum Zuchtziel.
Statt der gemeinsamen freien Abblüte kann auch bei fremdbefruchtenden Pflanzen, wie z. B. Roggen oder Mais, eine manuelle Befruchtung der Blütenstände vorgenommen werden. Später werden nur Saaten von Pflanzen mit bestem Ertrag und/oder bester Qualität weiterverwendet.
Die Auslesezüchtung ist eine einfache Möglichkeit der Züchtung neuere Pflanzensorten. Da aber stets zahlreiche Generationen notwendig sind, ist sie sehr langwierig.

### Kombinationszüchtung
Die Kombinationszüchtung ist eine Kreuzung verschiedener Genotypen (Linien). Es entsteht ein neuer Genotyp (F1). Die Eltern werden so in einem Genotyp vereinigt. Das Zusammenwirken dieser Gene führt zu neuen Phänotypen. Aus den Einzelkreuzungen werden nur die erfolgversprechendsten ausgelesen. Es können erwünschte Merkmale verstärkt und unerwünschte zurückgedrängt werden. Da die Kreuzungen spätestens in der nächsten Generation wieder (F2) aufspalten, ist nach weiteren Auslesezyklen (F3, F4, …) zur Saatgutproduktion zudem eine Erhaltungszüchtung erforderlich. Diese Kombinationszüchtung basiert auf der 3. mendelschen Unabhängigkeits- und Neukombinationsregel.
In Deutschland gibt es ca. 90 Zuchtprogramme für landwirtschaftliche Kulturarten (z. B. Raps, Weizen, Mais, Zuckerrübe etc.). Beim Bundessortenamt in Hannover waren im Jahr 2004 mehr als 2700 verschiedene Sorten eingetragen.

### Heterosiszüchtung
In der Heterosiszüchtung werden bei Fremdbefruchtern (Mais, Roggen…) in mehrjähriger Züchtung aus heterozygoten Ausgangspflanzen nahezu homozygote Inzuchtlinien gezüchtet. Kreuzt man zwei solche Linien, tritt bei der F1-Generation oft eine auffallende Mehrleistung gegenüber der Elternformen auf. Dies nennt man „Heterosis-Effekt“ (Luxurieren der Bastarde). Bei Getreide kann man u. a. einen höheren Kornertrag erzüchten, bei anderen Pflanzen und bei Tieren vor allem eine höhere Resistenz vor Krankheiten und bei Hühnern bessere Legeleistung.
Bei Nachkommen der F1-Generation (F2, …) treten wieder die weniger guten Eigenschaften der Inzuchtlinien auf, da sie genetisch entsprechend der Spaltungsregel (Mendel) aufspalten. Die vorteilhaften Eigenschaften treten also nur in der F1-Generation auf.

### Hybridzüchtung

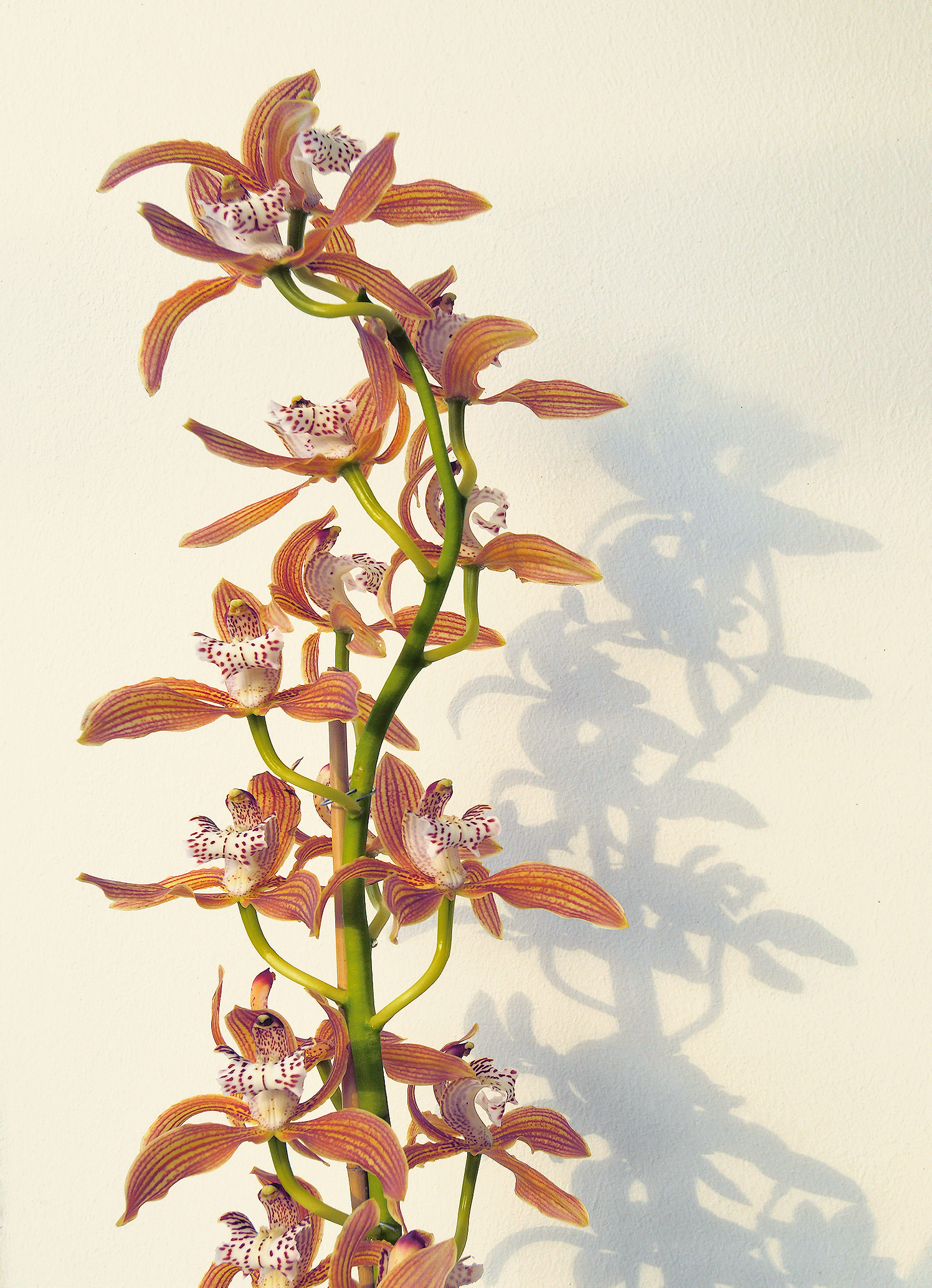
Diese Orchidee ist eine Hybride von Cymbidium insigne und Cymbidium tracyanum mit Namen Cymbidium „Doris“ aus dem Jahr 1912.

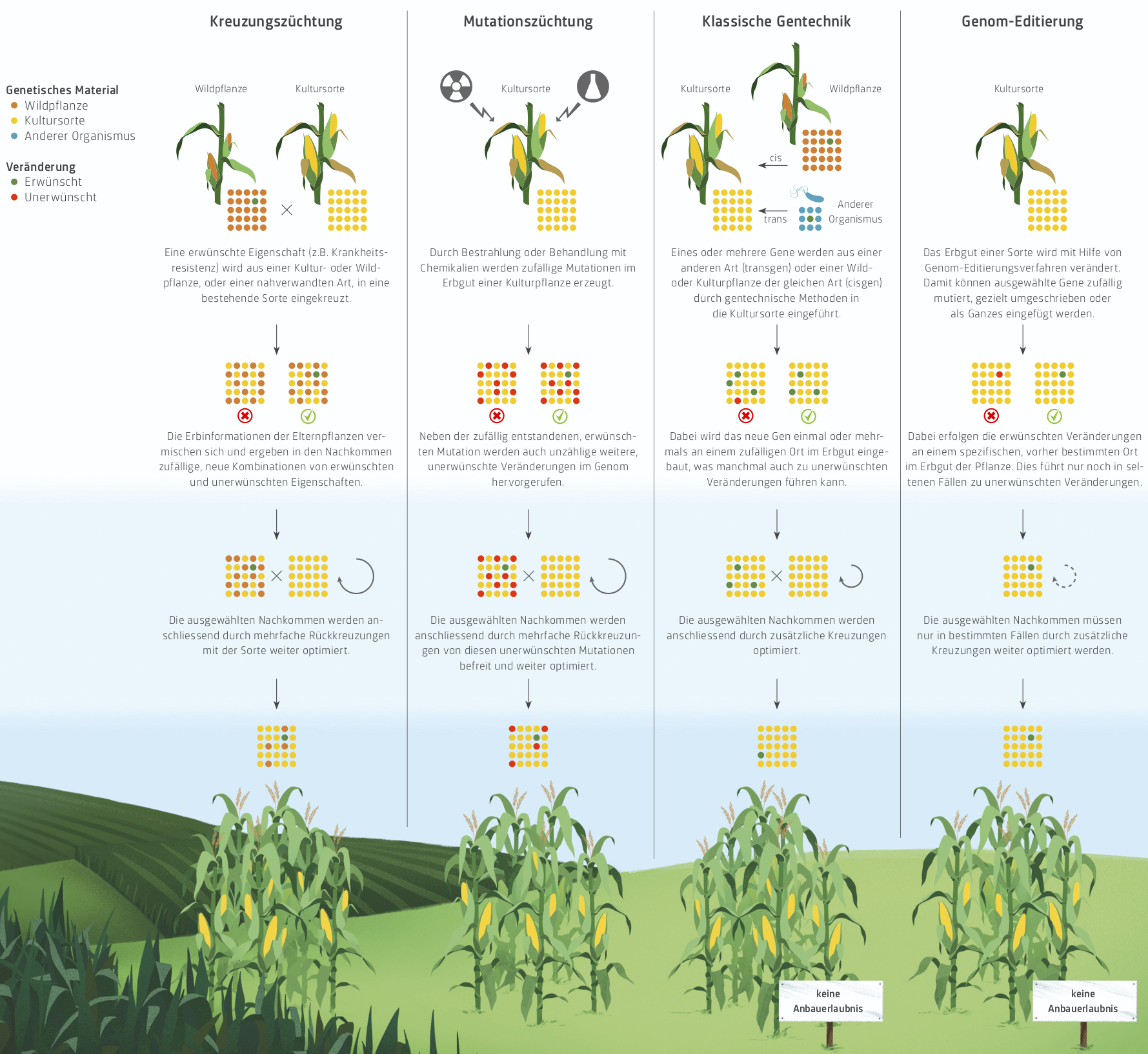
Diese Infografik stellt vier wichtige Züchtungsverfahren in der Schweiz vor und beschreibt ihre Funktionsweise.

Die Hybridzüchtung ist ein Beispiel für Heterosiszüchtung, zur Erzielung einer hohen markt- oder betriebsgerechten pflanzlichen Produktion durch Bastardwüchsigkeit. So werden bei der Hybridzüchtung geeignete, gesondert gezüchtete Inzuchtlinien einmalig miteinander gekreuzt (Einfachhybride). Die Nachkommen der ersten Generation (F1) einer solchen Kreuzung haben gegenüber der Elterngeneration ein üppigeres Wachstum (Heterosiseffekt), daher wird durch ihre Kreuzung eine gesteigerte Leistung erzielt. Zudem findet eine Kombination der gewünschten Eigenschaft der Ausgangs-Inzuchtlinien statt.
Für den Landwirt bedeutet dies jedoch, dass das Saatgut jedes Jahr wieder neu bezogen werden muss, wenn er den Ertragsvorteil gegenüber Nicht-Hybriden weiterhin erhalten will, da der Heterosiseffekt nur in der F1-Generation auftritt und danach wieder verloren geht. Während Landwirte in Industrieländern meist diese Strategie fahren, verwenden Bauern in Entwicklungsländern häufiger Nachkommen von Hybriden (recyclen), wenn diese trotz Verlust des Heterosiseffekts noch bessere Eigenschaften als traditionelles Saatgut aufweisen.
Bei Roggen werden in einigen Fällen zu Hybridsaatgut 10 % Populationssaatgut zur Sicherstellung der Bestäubung beigemischt.

### Mutationszüchtung
Bei der Mutationszüchtung werden Samen Röntgen- oder Neutronenstrahlen, Kälte- und Wärmeschocks oder anderen Mutagenen ausgesetzt, um neue Eigenschaften durch Mutation zu erzielen, die einen positiven Effekt aufweisen. Nur ein sehr kleiner Teil der Mutanten ist für die Weiterzucht erfolgversprechend, da die meisten Defekte zeigen und unbrauchbar sind. Die so mutierten Pflanzen müssen mit leistungsfähigen Zuchtlinien zurückgekreuzt werden, um die neue, positive Eigenschaft in diese zu überführen. Obwohl in der Mutationszüchtung die Erbinformation unkontrollierter verändert wird als mit der Gentechnik, ist sie im Gegensatz zu dieser in der Öffentlichkeit weniger bekannt. Sie unterliegt dabei keiner gesetzlichen Regulierung. Dies wird damit begründet, dass die Mutationszüchtung nur eine gezielte Steigerung der natürlichen Mutationsfrequenz darstelle. Diese tritt zwar ohnehin in der Natur auf und ist die Grundlage der Evolution, allerdings ist fragwürdig, ob noch von natürlicher Mutation gesprochen werden kann, wenn diese durch Bestrahlung, wie in der Mutationszüchtung üblich, hervorgerufen wird.

### Präzisionszucht
Die Präzisionszucht ist eine Weiterentwicklung der klassischen Kreuzungszucht. Bei der Auswahl der Pflanzen, die miteinander gekreuzt werden, wird nicht mehr nur auf äußere Merkmale abgestellt, sondern das Erbgut wird genau analysiert, um danach die passenden Kreuzungspartner auszuwählen.
Damit wird die Züchtung neuer Sorten erheblich beschleunigt, da man keine langwierigen Anbauversuche braucht, um z. B. festzustellen, ob eine Pflanze resistent ist gegen Mehltaubefall. Da man die entsprechenden Gene kennt, lässt sich durch eine Gen-Analyse feststellen, ob die Eigenschaft bei der Kreuzung vererbt wurde.

## Züchtung mit Hilfe der Gentechnik
Mit Hilfe der grünen Gentechnik können gezielt bestimmte Eigenschaften (z. B. Krankheitsresistenzen, verbesserte Vitamingehalte etc.) in Pflanzen übertragen werden, die durch klassische Züchtung nur schwer (z. B. nur sehr langfristig) oder gar nicht übertragbar sind.
Gentechnischer Gentransfer in Pflanzen geschieht durch Agrobacterium tumefaciens oder durch Übertragung von DNA mit Hilfe sog. Genkanonen. Das Agrobacterium tumefaciens besitzt ein Ti-Plasmid (TI = Tumor Inducing), in das das gewünschte Gen, das in die Pflanze übertragen werden soll, integriert wird. Das Agrobacterium tumefaciens kann die Pflanze an entsprechenden Wundstellen infizieren und das Gen in das Genom der Pflanzenzelle übertragen. Bei der Übertragung von DNA mit der „Particle Gun“ wird die zu übertragende DNA an Gold- oder Wolframpartikel gebunden. Diese Partikel werden mit einer großen Geschwindigkeit auf Pflanzengewebe/Zellen geschleudert, so dass sie in die Zellen eindringen, ohne sie zu zerstören. In den Zellen löst sich die an die Partikel gebundene DNA und kann sich in das Genom der Pflanzenzelle integrieren.
Als neustes Werkzeug wird auch das Genome Editing in der Pflanzenzüchtung angewendet. Sie hat sich innerhalb von kurzer Zeit weltweit bei der Erforschung und Entwicklung von Pflanzensorten etabliert. Bereits 2018 waren rund 100 Anwendungen von Genom-Editierung mit potenzieller Marktrelevanz in 28 Kulturpflanzenarten beschrieben.

## Lizenzfreie Züchtung
Die Open-Source-Saatgut-Lizenz setzt sich dafür ein, dass Nutzer die Möglichkeit haben, Pflanzen selbst zu vermehren und deren Saatgut weiter nutzen zu können.

## Bedeutende Pflanzenzüchter (Auswahl)
Deutschland
- Arnold Diedrich Wilhelm Rimpau (1842–1903), Pionier der deutschen Getreide- und Zuckerrübenzüchtung, züchtete aus Weizen und Roggen Triticale
- Ferdinand von Lochow (1849–1924), züchtete einen leistungsstarken Roggentyp
- Eduard Meyer (1859–1931), Züchter von Futterrüben, Getreide, Kartoffeln
- Georg Arends (1863–1952), Staudenzüchtungen
- Kartz von Kameke-Streckenthin (1866–1942), Kartoffelzüchter
- Karl Foerster (1874–1970), züchtete neue Sorten von Rittersporn, Astern und Gräsern
- Thomas Scharnagel (1880–1953), züchtete ertragsstarke Weizensorten
- Rudolf Carsten (1880–1954), züchtete neue Weizensorten
- Vinzenz Berger (1883–1974), Dahlienzüchter
- Reinhold von Sengbusch (1898–1985), Erdbeer- und Gemüsezüchter
- Max Ufer (1900–1983), Entwickler bitterstofffreier Steinkleepflanzen am Kaiser-Wilhelm-Institut für Züchtungsforschung
- Fritz Oberdorf (1898–1976), Züchter von Getreide, Hülsenfrüchten, Futterpflanzen; Direktor des Instituts für Pflanzenzüchtung und Gründungsrektor der Hochschule für Landwirtschaft Bernburg (Saale)
- Eduard von Boguslawski (1905–1999), Lehrstuhl für Pflanzenbau und Pflanzenzüchtung an Justus-Liebig-Hochschule in Gießen
- F. Wolfgang Schnell (1913–2006), Direktor des Instituts für Pflanzenzüchtung mit Landessaatzuchtanstalt der Universität Hohenheim in Stuttgart
- Friedrich Fabig (1916–1986), Züchter bei verschiedenen Gemüsearten
- Walter Schuster (1918–2010), Mitherausgeber eines Lehrbuchs der Züchtung landwirtschaftlicher Kulturpflanzen
- Hellmut Schmalz (Pflanzenzüchter) (1924–1998), Genetiker und Pflanzenzüchter
- Gerhard Fischbeck (1925–2020), forschte an Getreidesorten und Resistenzzüchtungen
- Wolfgang Horn (1925–2018), Zierpflanzenzüchter
- Wolfgang Gerhard Pollmer (1926–2013), International anerkannter Maiszüchter
- Gerhard Röbbelen (1929–2024), wichtiger Raps-Züchter
- Hans Hachmann (1930–2004), Rhododendron-Züchter
- Wolfgang Friedt (* 1946), Getreide- und Rapszüchter

Andere Länder
- Gregor Mendel (1822–1884), Mähren (damals Österreichisch-Schlesien)
- Luther Burbank (1849–1926), USA
- Iwan Mitschurin (1855–1935), Russland
- Erich Tschermak-Seysenegg (1871–1962), Österreich
- Norman Borlaug (1914–2009), USA
- Peter Ruckenbauer (1939–2019), Österreich